# Corral d'en Massó
El Corral d'en Massó és una obra de Sant Pere de Ribes (Garraf) protegida com a Bé Cultural d'Interès Local.

## Descripció
Corral situat en una feixa del Fondo d'en Tabaco, a gregal del nucli de Ribes. És un edifici de planta rectangular, de planta baixa i pis i coberta a una sola vessant. A la façana principal, la planta baixa es troba oberta amb tres grans pòrtics d'arc de mig punt de pedra, mentre que al pis hi ha quatre petites finestres d'arc pla arrebossat. Les façanes laterals i posterior presenten diversos cossos d'un sol nivell d'alçat. Es troba frontalment tancat per un baluard, que permetia tancar-hi el bestiar. El revestiment dels murs manté l'arrebossat original de morter de calç. El camí que ascendeix fins al corral voreja una feixa de vinya, on hi ha adossat un antic pou circular i un dipòsit per ensulfatar.

## Història
Segons consta en el llibre d'Apeo de l'any 1847, la masia pertanyia a Josep Massó i Marrugat.